# Bentley State Limousine
El Bentley State Limousine es el automóvil estatal de uso oficial para el Rey de Reino Unido. Fueron fabricados por Bentley Motors para la Reina Isabel II como motivo de su Jubileo de Oro en 2002. Solo se fabricaron dos y ambos están en Royal Mews.

## Modelo actual
El motor V8 biturbo de 6.75 litros del vehículo ha sido modificado de la versión Arnage R de Bentley para producir 400 hp (298 kW; 406 PS) y 616 lb⋅ft (835 N⋅m) de torque. Su velocidad máxima es de 130 mph (209 km / h).
La limusina estatal es 83,0 cm (2,723 pies) más larga que un Bentley Arnage estándar, 25,5 cm (10,0 pulgadas) más alta y 6,8 cm (2,7 pulgadas) más ancha. Está equipado con amplias puertas tipo vagón que se abren hacia atrás casi 90 grados. Se pueden instalar paneles opacos sobre la luz de fondo del automóvil para mayor privacidad o quitarlos para mayor visibilidad de los pasajeros. Para la protección de sus ocupantes, la carrocería y los cristales están blindados, la cabina se puede sellar herméticamente en caso de ataque de gas y también es resistente a explosiones, y los neumáticos están reforzados con kevlar.
El Bentley se utiliza principalmente en eventos oficiales y siempre está escoltado por una selección de vehículos del Escuadrón de Protección Real marcados y sin marcar, y vehículos de la policía local y escoltas de motocicletas. La caravana generalmente incluye un vehículo de apoyo para transportar personal y ayudantes, que anteriormente era un minibús VW Transporter plateado, hasta que fue reemplazado por un Mercedes Clase V negro en 2019. Ambos vehículos tenían la placa de matrícula 1KUV.
La Reina también usa los Bentley para viajar desde y hacia Crathie Kirk cuando está en Balmoral y Sandringham House. Cuando está en el extranjero, la Reina puede utilizar otros vehículos estatales o un vehículo proporcionado por sus anfitriones.
Como todos los automóviles estatales británicos, el Bentley tiene un soporte en el techo para un escudo de armas iluminado y un banderín, que se puede insertar desde el interior del vehículo. Estos suelen presentar el escudo de armas real y el estandarte real respectivamente, aunque se pueden utilizar otros símbolos para ocasiones como una visita de estado. Cuando la Reina está a bordo, el adorno del capó Bentley "Flying B" se reemplaza por la mascota personal de la Reina de San Jorge matando al dragón o por un solo León de pie, que se usa en Escocia. Las limusinas están equipadas con luces azules intermitentes, dos en la parrilla y dos en el parachoques delantero. Las limusinas estatales no tienen matrículas. El Bentley actual es color rojo burdeos y negro como todas las limusinas estatales británicas.
En enero de 2009, se anunció que ambas limusinas estatales de Bentley se modificarían para funcionar con biocombustible.
El vehículo se exhibió en el Festival de la Coronación de 2013 en los Jardines del Palacio de Buckingham.
Se dice que las dos limusinas están valoradas en 10 millones de libras esterlinas cada una.

## Fabricación
El fabricante británico de textiles Hield Brothers produjo la tela de satén de lana de cordero utilizada para tapizar los asientos traseros. La carrocería única fue construida por la división de carrocerías Mulliner de Bentley. Solo se fabricaron dos de estos vehículos, lo que lo hace aún más raro que el Rolls-Royce Phantom IV, de los cuales solo 18 fueron construidos para la realeza y los jefes de Estado.